# Улица Гилди
Улица Гилди (эст. Gildi tänav) — улица в исторической части Тарту, от набережной (Вабадузе пуйестеэ) до улицы Юликооли.

## История
В советские времена, с 1949 по 1989 год — улица Николая Пирогова. Предыдущие названия — platea Companiæ maioris, Großengildestuben strasse, Große Gildenstrasse.